# Kutessay II
Kutessay II är ett område som skulle ha exploaterats av det kanadensiska bolaget Stans Energy för att utvinna sällsynta mineraler.
Gruvan ligger 90 miles öster om staden Bisjkek i Kirgizistan. Myndigheterna har stoppat allt arbete under påstående att de handlingar som de erhållit är oklara och otillfredsställande.